# Гудман, Дэвид
Дэвид Гудман (англ. David Goodman) — американский сценарист и продюсер. Гудман написал сценарии для нескольких телевизионных сценариев, таких как Золотые девочки (его первая работа), Футурама (где он также был одним из соисполнительных продюсеров и сценаристом знаменитого пародийного эпизода Футурамы о «Звёздном пути» «Where No Fan Has Gone Before» и Звёздный путь: Энтерпрайз. Дэвид Гудман также продюсировал Stewie Griffin: The Untold Story. Кроме этого, он написал сценарий для фильма «Фред» (2010), основанный на YouTube серии Фред Фигглхорн, и для продолжения «Фред 2: Ночь живых с Фредом».

## Биография
Гудман окончил Чикагский университет, где получил степень бакалавра в 1984 году.
Во время репортажа для эпизода Футурамы «Where No Fan Has Gone Before»(который он написал), он упомянул, что является большим фанатом Звёздного пути, с энциклопедическими знаниями оригинального сериала. Он также отметил, что каждый упомянутый номер эпизода и название 100 % правильны. В репортаже Дэвид заявил, что работа для Футурамы с участием эпизода Звёздного пути, была отчасти тем, что дало ему работу сценариста в фильме Звёздный путь: Энтерпрайз.
Он был одним из исполнительных продюсеров анимационного ситкома Гриффины начиная с четвертого сезона, присоединившись к шоу в качестве соисполнительного продюсера в третьем сезоне.
Помимо этого Гудман известен своим низким голосом, над которым неоднократно подшучивали в аудиокомментариях Гриффинов, особенно создатель Сет Макфарлейн и сценарист Алек Салкин, оба из которых считают, что его голос очень похож на голос Рэя Романо. В результате Гудман озвучил пародии Романо в эпизодах Гриффинов не прилагая особых усилий, а просто разговаривая.
В 2011 году Гудман покинул Гриффинов, чтобы продюсировать анимационный сериал Аллен Грегори. После отмены Аллена Грегори, Гудман стал исполнительным продюсером другого шоу Макфарлейна: Американский папаша!. В 2017 году он работал с Макфарлейном над телесериалом Орвилл.